# Begins ≠ Youth
Begins ≠ Youth (비긴즈 유스?, Biginjeu yuseuLR) è una serie televisiva sudcoreana distribuita sulla piattaforma online Xclusive dal 30 aprile al 14 maggio 2024. Ambientata nel BTS Universe, narra la storia di sette ragazzi immaturi che s'incontrano per la prima volta e stringono un forte legame d'amicizia ed empatia condividendo le rispettive difficoltà.

## Trama
Per decisione del padre, l'adolescente Kim Hwan lascia gli Stati Uniti e si trasferisce nella cittadina sudcoreana di Songjoo, dove il genitore sta correndo per le elezioni. Hwan vive malvolentieri il cambiamento, finendo anche in detenzione a scuola, dove conosce sei ragazzi poco più giovani di lui, ciascuno con le proprie difficoltà personali e familiari.

## Personaggi e interpreti

### Personaggi principali
- Kim Hwan, interpretato da Seo Ji-hoon
Un ragazzo ubbidiente che vive nell'ombra del ricco padre parlamentare, seguendone la volontà.
- Min Cein, interpretato da Noh Jong-hyun
Un ragazzo apparentemente brusco, ma di buon cuore, tormentato dalle dicerie secondo le quali avrebbe ucciso sua madre e poi appiccato un incendio alla loro casa. L'unica cosa che gli è rimasta è un vecchio pianoforte.
- Jeong Hosu, interpretato da Ahn Ji-ho
Un ballerino provetto e ottimista che è stato abbandonato in un parco divertimenti quand'era bambino e che da allora soffre di narcolessia.
- Kim Dogeon, interpretato da Seo Young-joo
Un ragazzo difficile dal forte senso di responsabilità, che sogna di condurre una vita ordinaria anziché svolgere diversi lavori part-time per mantenere la sua famiglia.
- Park Haru, interpretato da Kim Yun-woo
Un ragazzo dalla famiglia iperprotettiva che ha vissuto un trauma durante l'infanzia.
- Kim Jooan, interpretato da Jung Woo-jin
Un ragazzo ingenuo che vive con un padre alcolizzato.
- Jeon Jeha, interpretato da Jeon Jin-seo
Un ragazzo insensibile alla vita.

### Personaggi secondari
- Kim Chang-jun, interpretato Jung Sung-il
Padre di Hwan.
- Song Jun-ho, interpretato da Kim Nam-hee
Segretario di Changjun.
- Koo Hyun-bok, interpretato da Nam Myung-ryeol
Preside del liceo Songju Cheil.
- Hwang Seo-yun, interpretata da Woo Hee-jin
Madre di Jeha.
- Insegnante, interpretato da Sung Ji-roo
- Kim Seong-hun, interpretato da Kim Young-woong
Padre di Jooan.
- Shin Seon-mi, interpretata da Lee Hang-ra
Madre di Haru.
- Choi Ji-han, interpretato da Yoo Yeo-woon
Compagno di ospedale di Haru.

## Produzione

### Pre-produzione
La Big Hit Entertainment ha annunciato che avrebbe realizzato un drama ambientato nel BTS Universe il 21 agosto 2019. Prodotto da Chorokbaem Media, diretto da Kim Jae-hong e scritto da Kim Soo-jin con Choi Woo-joo, è stato chiamato BTS Drama (방탄소년단 드라마?), Pureun haneul (푸른 하늘?; lett. "Cielo blu") e Youth (유스?, YuseuLR) durante le fasi iniziali della lavorazione. È stato prodotto con un budget da 40 miliardi di won.

### Casting
Il 17 giugno 2020 un articolo del Korea Economic Daily ha riferito che le audizioni erano in corso e i ruoli dei protagonisti sarebbero stati ricoperti da attori esordienti. Il casting è stato completato in agosto, mese durante il quale è stato confermato Seo Ji-hoon in una delle parti principali. Gli altri sei attori protagonisti – Noh Jong-hyun, Ahn Ji-ho, Seo Young-joo, Kim Yun-woo, Jung Woo-jin e Jeon Jin-seo – e i ruoli sono stati annunciati il 19 ottobre.

### Riprese
Le riprese sono iniziate a settembre 2020 e sono state interrotte da fine ottobre a gennaio 2021 mentre la produzione discuteva se cambiare i nomi dei personaggi, come chiesto dai fan dei BTS subito dopo l'annuncio del cast perché il pubblico avrebbe potuto credere che gli eventi traumatici narrati fossero reali visto che si era scelto di usare gli stessi nomi dei membri del gruppo. Il 7 aprile 2021 è stato annunciato che sarebbero stati modificati, rigirando le scene già fatte. I nuovi nomi provengono dal webtoon 7 Fates: Chakho, anch'esso ispirato ai BTS. Le riprese sono terminate a novembre del 2021.

### Promozione e distribuzione
In un primo momento l'uscita di Begins ≠ Youth era stata fissata per la seconda metà del 2020, ma è stata successivamente spostata alla seconda metà del 2021 e poi ancora al secondo semestre del 2022, senza però avvenire. A maggio 2023, un primo teaser è stato presentato alla Korea Expo di Parigi, accompagnato dall'annuncio che il drama sarebbe stato distribuito nella seconda metà dell'anno attraverso una piattaforma Web 3.0 non specificata.
Il 2 aprile 2024 la società FNS ha annunciato il lancio della serie attraverso la propria sussidiaria Fingerlabs e la piattaforma di distribuzione Xclusive a partire dalla prima settimana di aprile. Le pre-vendite in tre set da quattro episodi ciascuno sono durate fino al 29 aprile, mentre dal giorno successivo sono state avviate le vendite per singolo episodio mettendo inizialmente a disposizione solo i primi quattro. Gli episodi dal 5 all'8 sono diventati disponibili il 7 maggio e quelli finali il 14 maggio. Begins ≠ Youth è sottotitolato in cinque lingue: giapponese, coreano, inglese, spagnolo e indonesiano.

## Episodi
| nº | Titolo originale  | Pubblicazione originale |
| -- | ----------------- | ----------------------- |
| 1  | Am I Wrong...?    | 30 aprile 2024          |
| 2  | Mama              | 30 aprile 2024          |
| 3  | Lie               | 30 aprile 2024          |
| 4  | Anpanman          | 30 aprile 2024          |
| 5  | Mikrokosmos       | 7 maggio 2024           |
| 6  | Cetomimidae       | 7 maggio 2024           |
| 7  | Man in the Mirror | 7 maggio 2024           |
| 8  | 13th Apostle      | 7 maggio 2024           |
| 9  | Asteroid 2019 OK  | 14 maggio 2024          |
| 10 | Hide and Seek     | 14 maggio 2024          |
| 11 | The Note          | 14 maggio 2024          |
| 12 | Begins ∞ Youth    | 14 maggio 2024          |

## Colonna sonora
1. Chan – Breathe – 4:09 (testo: AVGS, Jymon – musica: AVGS)
2. Jemma – Take It All – 3:51 (testo: Ritz, Lee Jung-woo, 30 Billion – musica: Lee Jung-woo, 30 Billion)
3. Junny – Escape – 3:47 (testo: B-Rock, J-Lin – musica: B-Rock, +1)
4. Jeon Chul-min – Letter – 3:42 (testo: Kang Da-woon – musica: Kang Da-woon, Ya Kyung)
5. Giryeon – Youth – 3:54 (testo: Giryeon – musica: Giryeon, +1)
6. Babylon – I Can Believe in Myself – 3:09 (testo: Woosoo – musica: Woosoo, Solshine)